# Bassella
Bassella ist eine Gemeinde in der katalanischen Comarca Alt Urgell in der Provinz Lleida. Sie hat 210 Einwohner (Stand: 2024) und befindet sich am Zusammenfluss des Segre und des Salada an der Stelle, wo die Straße von Solsona nach Cardona (die L-301) die Straße von Lleida nach La Seu d’Urgell kreuzt. Durch die Aufstauung des Rialb Reservoirs wurde ein großer Teil des 70,25 km² umfassenden Gemeindegebiets überflutet.

## Gemeindegliederung
Die Gemeinde umfasst neun Ortschaften:
- Aguilar (25 Einwohner), mit den Überresten der Burg Aguilar de Bassella
- Altes (40 Einwohner), mit der Kirche Sant Pere aus dem 19. Jahrhundert
- Bassella (17 Einwohner), mit der Pfarrkirche La Mare de Déu de l’Assumpció, die auch als die Kirche von La Mare de Déu de la Garrola bezeichnet wird
- Castellnou de Bassella (7 Einwohner), Sitz der Gemeindeverwaltung
- La Clua (18 Einwohner), auf einem Hügel gelegen, mit einer romanischen Kirche aus dem 12. Jahrhundert
- Guardiola (9 Einwohner), am Fuß der Pubill-Berge
- Mirambell (23 Einwohner)
- Ogern (114 Einwohner), an der Straße nach Solsona
- Serinyana (1 Einwohner)

Einwohnerzahlen: Stand 2009